# Cylicasta coarctata
Cylicasta coarctata là một loài bọ cánh cứng trong họ Cerambycidae.